# یاروسلاف ریباکوف
یاروسلاف ریباکوف (روسی: Ярослав Владимирович Рыбаков؛ زادهٔ ۲۲ نوامبر ۱۹۸۰) ورزشکار دو و میدانی پرش طول اهل روسیه است.